# 逆行性失憶症
逆行性失憶症（英語：retrograde amnesia）是失憶症的一種，患者會遺忘了造成失憶的事件之前所發生的事情，而造成失憶的事件之後所發生的事情則不會受到影響。腦部創傷（例如顳葉受損）是引發此病症的一種主要成因，其他成因包括受到嚴重精神刺激、受藥物影響等。
逆行性失憶症所遺忘的記憶是受傷之前所貯存的訊息，也就是失去之前的記憶及追溯過往資訊的能力，卻能不受影響地記住之後所發生的新事物。
心理學家研究發現失憶症者，似乎是同時擁有兩種不同有意識的回憶與無意識回憶的能力，他們可以表現正常的內隠記憶與程序知識，但對於外顯記憶及陳述知識的能力卻嚴重欠缺。